# Ljubezen v f-molu
Roman Elze Budau z naslovom Ljubezen v F-molu uvrščamo med erotično-ljubezenske romane. Roman je izšel leta 1987.

## Vsebina
V romanu spremljamo življenje odrasle uspešne ženske, ki ji je ime Lada. Zgodba se začne, ko se Lada vozi z avtobusom na dopust. Med vožnjo razmišlja o življenju in na svojega nekdanjega ljubimca, s katerim sta se prekratkim razšla. Na dopust je odšla na otok Faros. ob prihodu na otok se končno sprosti in odmisli vse težave.
Na otoku kmalu spozna otoškega zdravnika po imenu Mario. Lada je pozornosti navajena, saj velja za lepo, atraktivno žensko. Na Mariu opazi nekaj posebnega, kar jo pritegne. Dogovorita se za zmenek in že prvi dan spita skupaj. Ladino mnenje o Mariu se spremeni, ko od drugih žensk na otoku izve, da je poročen. Ko mu to pove, se ji on izpove. Ladi zaupa, da je nesrečno poročen in da svoje žene zares ne ljubi. Na skrivaj se dobivata vse do Ladinega odhoda domov. Vanj se noro zaljubi. Pred odhodom mu zaupa svoj naslov, na katerem prebiva v Ljubljani, da jo bo lahko Mario obiskal. Čeprav ni prepričana, ali bo prišel, si to močno želi. Med vožnjo se zave, da se nikdar ne bo mogla vrniti na otok, ki je zdaj poln lepih spominov nanj.
Ob vrnitvi v Ljubljano je izredno nesrečna. V uteho ji je njen sin, ki je tudi njen najboljši prijatelj. Sinu zaupa vse o svoji poletni avanturi, saj mu zelo zaupa. Veseli se z njo, saj si želi, da bi bila njegova mama srečna. Dnevi minevajo, ona je pa še vedno izredno nesrečna. Po nekaj dneh končno prejme Mariovo pismo, v katerem jo obvesti, da prihaja na obisk. Njena žalost naenkrat izgine in zelo se veseli njegovega prihoda. Lada do sedaj velja za samostojno žensko, ki moškega ne potrebuje. Sedaj pa lahko vidimo, da je Mario postal edini pogoj za njeno srečo. Vse, kar jo skrbi, je to, ali ima dovolj lepo in urejeno stanovanje. Loti se čiščenja in pospravljanja. Po prihodu se nemudoma strastno ljubita in potem še enkrat po kosilu. Na prvem obisku pa ni vse tako rožnato, ampak pride tudi do nestrinjanj. Lada ugotovi, da je Mario zelo trmast. Tako jo pogosteje obiskuje in zdaj Lada živi samo še za njune skupne vikende. Pogovarjata se tudi o tem, da bi nekoč zaživela skupaj, vendar oba dobro vesta, da so to neuresničljive sanje, saj ima Mario družino in je nikoli ne bi zapustil, pa tudi če je tako zelo nesrečen. Ker bi rada preživela skupaj več časa, se odločita, da gresta na dopust, in to kar za cel mesec. Na začetku je vse kot v pravljici. Ljubita se pogosto in strastno.
Po nekaj dneh se Mario vse bolj odmika in je vse bolj čustveno odsoten. Lada spozna tudi njegove slabe lastnosti, ki jih prej med njunimi kratkimi srečanji ni zasledila. Mario se tako Ladi pokaže kot popolnoma druga oseba. Ne pusti ji več do sebe in po več dni molči in se z njo ne pogovarja. Lada ne ve, kaj bi naredila, da bi ga spet pritegnila k sebi. Težave velikokrat rešujeta s spolnimi odnosi in ne s pogovori. Mario ima v sebi ogromno potlačenih čustev, o katerih ne želi govoriti. Za svoj nesrečen zakon krivi svojo ženo, ki jo opisuje kot leno in zlobno žensko, s katero je prisiljen živeti ter skrbeti zanjo in njuni dve hčerki. Pove tudi, da se s hčerkama slabo razume. Tudi za odnos s hčerkama krivi svojo ženo, saj meni, da ju je obrnila proti njemu. Mario ne želi sprejeti nobene odgovornosti in se opisuje kot izredno nedolžnega, izvemo pa, da je svojo ženo že velikokrat prevaral. Tudi s svojimi pacientkami, kar je proti etičnim vrednotam, ki bi se jih moral držati vsak zdravnik. Njun dopust se konča in Lada se vrne v Ljubljano. Končalo pa se je tudi njuno razmerje. Dopust je zanj bil kot nekakšen test, ki ga pa nista prestala. Roman se konča, ko se poslavljata. Mario Lado objame in poljubi, zaželi ji srečno pot, vendar se od nje ne poslovi. Lada se sama odpravi z avtobusom domov.